# EyeOS
eyeOS는 사용자들 간 협업과 커뮤니케이션 활성화를 추구하는 클라우드 컴퓨팅 개념을 따르는 웹 데스크톱이다. 주로 PHP, XML, 자바스크립트로 개발되어 있다. 웹 기반 데스크톱 인터페이스를 갖춘 프라이빗 클라우드 애플리케이션 플랫폼이다. 고유한 사용자 인터페이스 때문에 클라우드 데스크톱으로 통칭되는 eyeOS는 파일 관리, 개인 관리 정보 도구, 협업 도구, 클라이언트 애플리케이션 연동과 더불어 클라우드를 통해 온전한 데스크톱을 전달한다.

## 같이 보기
- 포털 사이트
- 웹 2.0